# 백련국민학교 (전남)
백련국민학교는 전라남도 신안군 지도읍 해제지도로 1621-3(감정리 717-2)에 있었던 초등학교이다.

## 연혁
- 1963년 7월 31일 지도중앙국민학교 백련분교 개교
- 1967년 4월 1일 도서벽지학교 '을'급 지정
- 1967년 11월 3일 백련국민학교 승격 분리
- 1982년 3월 1일 도서벽지학교 지정 해제
- 1982년 10월 1일 도서벽지학교 '병'급으로 재지정
- 1986년 1월 1일 도서벽지학교 '라'급 조정
- 1993년 3월 1일 폐교 및 지도중앙국민학교 통폐합